# Ismail III.
Abu Turab Ismail III. (Abū Turāb Ismāʿīl; * um 1733; † 1773) war der letzte Herrscher aus der persischen Safawiden-Dynastie und ohne wirkliche Macht. Geboren wurde er als Sohn der Tochter Sultan Hoseins und Mīrzā Mortażās. 1722 stürzten afghanische Rebellen aus dem Osten des Landes seinen Großvater und errichteten die Hotaki-Herrschaft. Schon 1726 aber gelang General Nadir Chan die Vertreibung der Hotaki aus Isfahan. Die Safawiden wurden zwar wieder eingesetzt, doch waren sie nur Marionetten Nadir Chans, der sich 1736 selbst zum König ernannte (siehe Afschariden). Nach Nadir Schahs Tod drohte Persien im Chaos zu versinken, wurde aber von dem Bachtiaren-Führer Ali Mardan Chan und dessen General Karim Khan-e Zand davor bewahrt. Die östlichen Gebiete gingen damals an die Afghanen verloren und bildeten so den Kern des Durrani-Reichs und späteren Afghanistans.
1750 zogen Ali Mardan und Karim Chan in Isfahan ein und erhoben den damals siebzehnjährigen Safawidenspross Ismail zum König. Dadurch konnten sie als „Diener“ des Königs ihre Macht legitimieren und das Volk besänftigen. Nachdem Ali Mardan ermordet worden war, ernannte sich Karim Chan – die Zand-Dynastie begründend – zum alleinigen Patron und Stellvertreter (Wakil) des jungen Schahs und regierte Südiran von Schiraz aus bis 1779. Ismail übte indes keine Macht aus und wurde wie ein Gefangener in der Festung von Abada gehalten, wo er 1773 verstarb.